# Клинок (Выгоничский район)
Клино́к — деревня в Выгоничском районе Брянской области, в составе Выгоничского городского поселения. Расположена у юго-восточной окраины села Городец, в 3 км к северу от железнодорожной станции Выгоничи. 

## История
Упоминается с XVII века в составе Подгородного стана Брянского уезда; бывшее владение Пашковых и др.; с середины XIX века — Дубровольского (сельцо). Входила в приход села Выгоничи. С последней четверти XVIII века по 1922 год в Трубчевском уезде (с 1861 — в составе Красносельской волости, с 1910 в Кокинской волости).
В 1922—1929 в Выгоничской волости Бежицкого уезда; с 1929 в Выгоничском районе, а в период его временного расформирования (1932—1939, 1963—1977) — в Брянском районе. С 1920-х гг. до 2005 года в Городецком сельсовете.

## Население
| 2010 | 2013 |
| ---- | ---- |
| 52   | ↘41  |